# Olympus E-450
Die Olympus E-450 ist eine 10-Megapixel-Digital Spiegelreflexkamera, basierend auf dem Four-Thirds-Standard und Nachfolger der Olympus E-420. Sie wurde im Mai 2009 im Handel ausgeliefert.
Im Vergleich mit anderen Spiegelreflexkameras ihrer Zeit weist die „Mini-SLR“ ein besonders leichtes und kompaktes Gehäuse auf. Die Olympus E-450 wiegt betriebsbereit (Gehäuse + Akku + Speicherkarte xD-Picture Card + Objektiv ZUIKO DIGITAL ED 40-150mm 1:4.0-5.6 + Trageschlaufe + Objektivdeckel) ca. 750 Gramm. Der günstige Straßenpreis sowie viele Automatik-Funktionen, die sonst eher bei Kompaktkameras zu finden waren, machten die Camera besonders für DSLR-Einsteiger interessant.

## Hauptmerkmale
Die Olympus E-450 weist unter anderem folgende Hauptmerkmale auf:
- Gute Tageslichtfotos (gute Auflösung mit geringem Rauschen)
- Geringe Auslöseverzögerung
- Bildvorschau auf Kontrollbildschirm (Live-View)
- 2,7 Zoll / 6,9 cm HyperCrystal II LC-Display mit 230000 Pixeln Auflösung
- Automatische Sensorreinigung (Supersonic Wave Filter)
- 10 Megapixel Live-MOS-Sensor
- Bildstabilisator nur mit entsprechendem Objektiv (als einzige Olympus-SLR besitzt sie keinen im Gehäuse)
- Gesichtserkennung für besser fokussierte und belichtete Gesichter
- Hoher Funktions- und Einstellungsumfang (viele Automatik-Funktionen)
- Shadow Adjustment Technology (SAT) zur Anhebung von Schattenpartien bei Aufnahmesituationen mit hohem Kontrast
- diverse Art-Filter, z. B. Pop Art
- recht starke Artefakte
- erhöhter Speicher für Serienaufnahmen
- Akkulaufzeit, ca. 500 Bilder (lt. CIPA)
- keine Videofunktion
- leichtes und kompaktes Gehäuse aus Kunststoff